# SSFB 4-5
Der SSFB 4–5 (=Sprachstandsfeststellungsbogen) ist ein Beobachtungsinstrument zur Erfassung der Sprachkompetenz von Kindern in Deutsch, die keinen Kindergarten besuchen und deren Sprachstand im Rahmen eines halben Schnuppertages von Pädagogen im Kindergarten festgestellt wird.

## Aufbau
Der SSFB 4–5 besteht aus einem Beobachtungsbogen (Breit/Schneider, 2008a) und einem Handbuch (Breit/Schneider, 2008b) und ist eine Kurzfassung des BESK 4–5 (Breit/Schneider, 2008c). Der SSFB 4–5 wurde vor Einführung des verpflichtenden Kindergartenjahres zur Sprachstandsfeststellung von Kindern in Österreich eingesetzt, die 15 Monate vor Schulbeginn stehen und keine Bildungs- oder Betreuungseinrichtung besuchen. Sie werden zu einem halbtägigen Schnuppertag in einen Kindergarten eingeladen und von den Pädagogen beobachtet, weshalb es sich um eine Momentaufnahme der sprachlichen Kompetenzen handelt. Der SSFB 4–5 besteht aus drei Teilen (A-Bildkarten, B-Wimmelbilderbuch und C-Sprachverhalten) und umfasst neun Beobachtungskriterien (vgl. Breit/Schneider, 2008a,b).

### Teil A (Bildkarten)
- Anlautdifferenzierung (Phonologie)
- Pluralbildung (Morphologie)

### Teil B (Wimmelbilderbuch)
- Verbbeugung (Morphologie)
- Verbzweitstellung des finiten Verbs im Aussagesatz (Syntax)
- Verblexikon (Lexikon/Semantik)
- Artikel: Verwendung des obligatorischen Artikels (Syntax)
- Kennzeichnung des grammatischen Geschlechts von Nomen (Morphologie)
- W-Fragen verstehen und sinngemäß beantworten (Lexikon/Semantik)

### Teil C (Sprachverhalten)
- Bedürfnisse und Absichten äußern (Pragmatik/Diskurs)

## Auswertung
Die neun Beobachtungskriterien sind fünf sprachlichen Kompetenzbereichen (Lexikon/Semantik, Pragmatik/Diskurs, Phonologie, Morphologie, Syntax) zugeordnet und im Beobachtungsbogen farblich hinterlegt. Bei jedem Kriterium wählt die Beobachterin/der Beobachter zwischen einer dreistufigen geschlossenen Antwortkategorisierung aus, die einer Punktabstufung von 2, 1 oder 0 entspricht. Nach Abschluss der Beobachtungen wird das Ergebnis jedes Kriteriums in das Auswertungsprofil am Ende des Beobachtungsbogens übertragen und ein Summenwert berechnet. Das Auswertungsprofil gibt Auskunft über die Stärken und Schwächen der deutschsprachlichen Kompetenzen eines Kindes, der Summenwert entscheidet über die Notwendigkeit von Fördermaßnahmen im deutschsprachlichen Bereich. Kinder mit einem Punktwert von 12 oder weniger haben Förderbedarf, Kinder mit mehr als 12 Punkten haben keinen Förderbedarf in der Sprachentwicklung des Deutschen (vgl. Breit/Schneider, 2008a,b).